# Targowisk
Targowisk [tarˈɡɔvisk] est un village polonais de la gmina de Grodzisk dans le powiat de Siemiatycze et dans la voïvodie de Podlachie. Il se situe à environ 7 kilomètres à l'est de Grodzisk, à 19 kilomètres au nord de Siemiatycze et à 63 kilomètres au sud de Bialystok. 